# José de Andino y Amézquita
José de Andino y Amézquita fue una personalidad puertorriqueña. 

## Biografía
Fundador de El Diario Económico, primer periódico de capital privado de Puerto Rico, es el primer periodista registrado de la isla. Es conocida su Carta a los Lectores, publicada en 1822 en El Eco, en la cual hace un llamado a votar por candidatos nativos de la isla, frente a los peninsulares. 
Perteneció a las Cortes españolas en representación de su tierra, y se destacó por su fuerte posición favorable a los intereses de los nativos. 

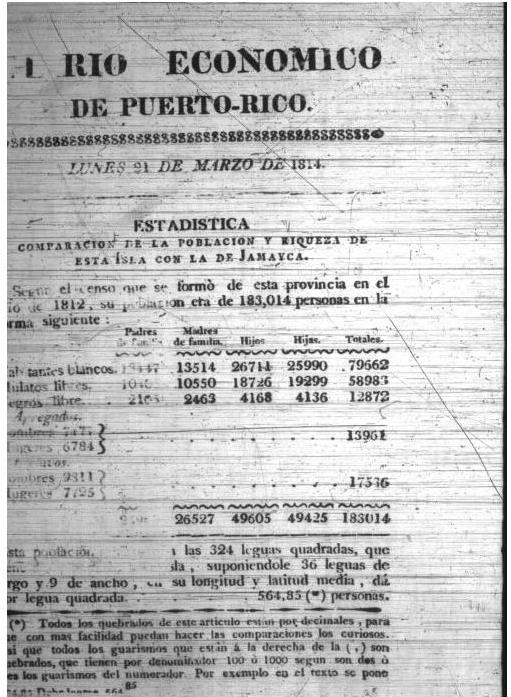
Ejemplar del Diario Económico de Puerto Rico de 1814.